# موزيكفيرأين
موزيكفرأين هي قاعة موسيقى تقع في فيينا،النمسا.تم افتتاح المبنى في 6 يناير 1870.